# Manfred von Knobelsdorff
Manfred von Knobelsdorff (Berlín-Spandau, 15 de junio de 1892 - f. en 1965) fue un oficial de las SS durante la Segunda Guerra Mundial. Supervisó las obras del castillo de Wewelsburg desde febrero de 1935 hasta el 24 de enero de 1938.
Allí presidió varias ceremonias relacionadas con el ocultismo nazi.
Se cree que era devoto del irminismo.

## Carrera militar
- 07.02.1934 SS-Sturmführer
- 09.11.1934 SS-Obersturmführer
- 28.05.1935 SS-Hauptsturmführer
- 29.01.1936 SS-Sturmbannführer
- 24.01.1938 SS-Obersturmbannführer
- 12.02.1935 - 24.01.1938 ”Burghauptmann von Wewelsburg”

## Fuente
- Kirsten John-Stucke:Wewelsburg

- Datos: Q4224733